# Konkurencja (gospodarka)

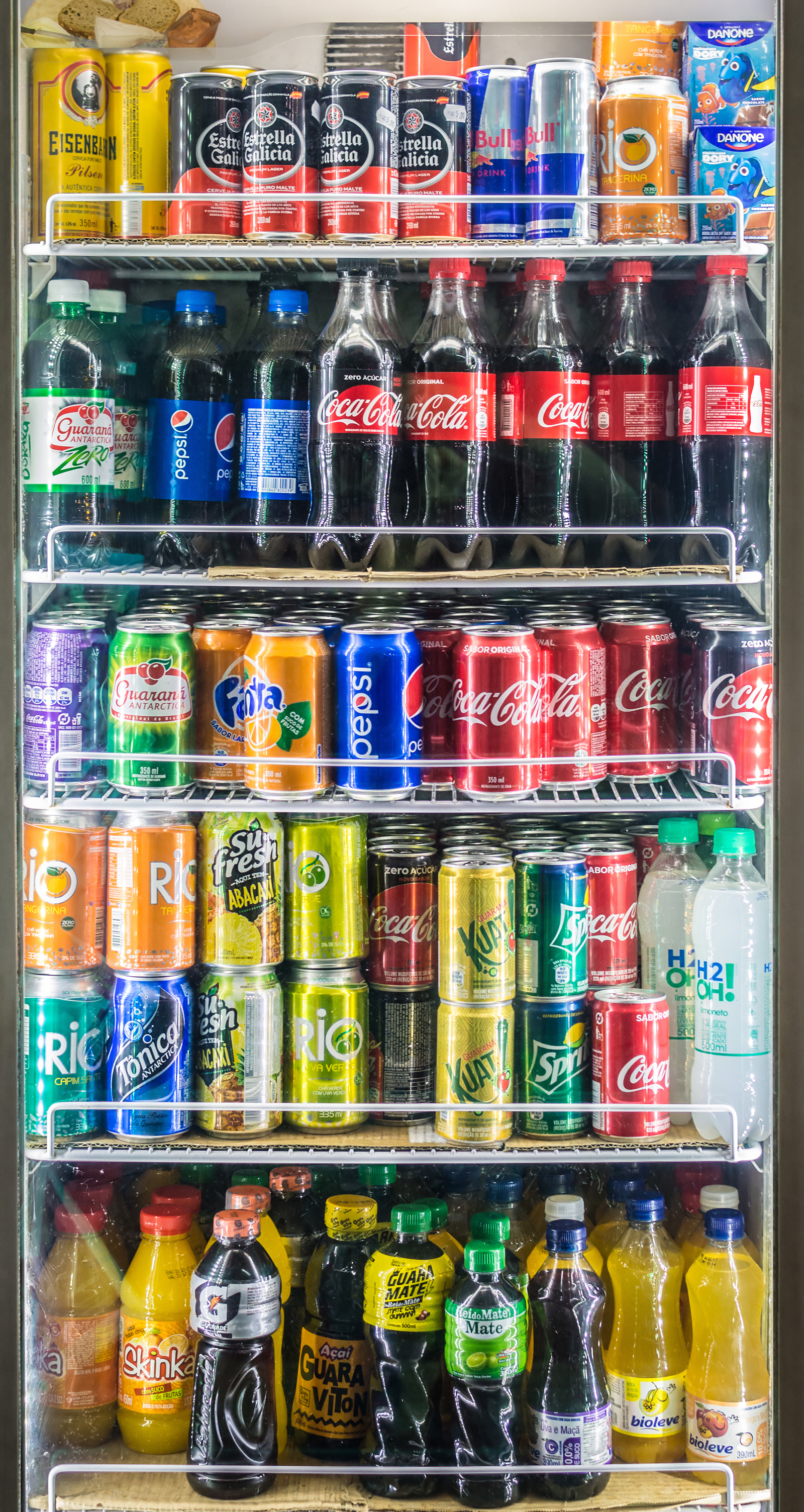
Produkty przedsiębiorstw konkurujących ze sobą na rynku napojów

Konkurencja (łac. concurrentia – współzawodnictwo) – mechanizm, za pomocą którego uczestnicy rynku dążą do realizacji swych interesów, poprzez przedstawianie ofert korzystniejszych od innych, np. ze względu na cenę, jakość, warunki dostawy i inne cechy wpływające na decyzję o dokonaniu transakcji.
Przykładowo producenci i sprzedawcy konkurują o kupujących, konsumenci konkurują o dobra, przedsiębiorcy o czynniki wytwórcze, pracownicy o miejsca pracy.

## Funkcja regulacyjna
Konkurencja jest mechanizmem regulującym funkcjonowanie gospodarki kapitalistycznej na trzy sposoby:
- Po pierwsze konkurencja reguluje wymianę dóbr. Dostawcy i nabywcy na rynkach dóbr, konkurując między sobą, dochodzą do porozumienia co do wysokości cen i wielkości transakcji w procesie wymiany. Tym sposobem konkurencja prowadzi gospodarkę do osiągnięcia stanu równowagi, gdyż wielkość popytu równa się wielkości podaży na poszczególnych rynkach, czyli rynki zostają oczyszczone.

- Po drugie, konkurencja reguluje alokację czynników produkcyjnych. Dzięki niej dostawcy i nabywcy na wszystkich rynkach czynników wytwórczych, konkurując między sobą, określają, jakie czynniki i w jakich ilościach zostaną wykorzystane do produkcji poszczególnych dóbr. Tak więc w gospodarce następuje efektywne wykorzystanie wszystkich zasobów czynników wytwórczych.

- Po trzecie, konkurencja reguluje dystrybucję dochodów będących rezultatem funkcjonowania gospodarki. Dzięki procesowi wymiany dóbr i alokacji czynników zostają określone dochody jednostek uczestniczących w procesie gospodarowania odpowiednio do wartości wytworzonej przez nie dla społeczeństwa.

## Cechy charakterystyczne
Zakres i siła, a więc skuteczność mechanizmu konkurencji zależy przede wszystkim od możliwości wejścia na rynek. Tę swobodę wejścia determinują bariery wejścia.
Ze względu na liczbę przedsiębiorstw na rynku, czyli ich siłę rynkową, wyróżnia się następujące rodzaje konkurencji: konkurencja doskonała, konkurencja niedoskonała, czyli monopolistyczna i oligopolistyczna, a także monopol. W tabeli przedstawiono te cztery rodzaje konkurencji ze względu na ich najważniejsze cechy.
| Cecha charakterystyczna         | Konkurencja doskonała | Konkurencja monopolistyczna | Oligopol                    | Monopol                   |
| Liczba przedsiębiorstw na rynku | Wiele                 | Dużo                        | Kilka                       | Jedno                     |
| Rodzaj produktu                 | Identyczny            | Zróżnicowany                | Identyczny lub zróżnicowany | Brak bliskich substytutów |
| Bariery wejścia                 | Żadne                 | Pewne                       | Poważne                     | Niemożność wejścia        |
| Kontrola cen                    | Żadna                 | Pewna                       | Znaczna                     | Znaczna                   |
| Współczynnik koncentracji       | 0%                    | Niski                       | Wysoki                      | 100%                      |

Najczęściej spotykaną formą rynku jest konkurencja monopolistyczna.